# 克朗群島 (南極洲)
克朗群島（英語：Klung Islands）是南極洲的群島，位於麥克羅伯特森地，處於韋爾奇島以東1公里的霍姆灣東北部，根據挪威探險隊拍攝的空中照片繪入地圖，現時由南極條約體系管理。